# Cantó de Brignais
El cantó de Brignais (en francès canton de Brignais) és una divisió administrativa francesa del departament del Roine, situat al districte de Lió. Té sis municipis i el cap és Brignais. Es creà el 2015.

## Municipis
- Brignais
- Brindas
- Chaponost
- Grézieu-la-Varenne
- Messimy
- Vourles

## Consellers departamentals
| Data d'elecció | Identitat             | Partit | Qualitat |
| -------------- | --------------------- | ------ | -------- |
| 2015 -         | Christiane Agarrat    | LR     |          |
| 2015 -         | Christophe Guilloteau | LR     |          |